# 棉花高原
82°54′S 159°40′E / 82.900°S 159.667°E
棉花高原（英語：Cotton Plateau）是南極洲的高原，位於奧次地，屬於伊麗莎白女王嶺的一部分，處於馬爾什冰川的終點以東，由新西蘭探險隊命名，以該國的地貌學家命名。